# 闘士ゴーディアン
『闘士ゴーディアン』（とうしゴーディアン）は、タツノコプロ・読売広告社が制作し、1979年10月7日から1981年2月22日まで、東京12チャンネル他で放送されたロボットアニメである。全73話。西部劇調の雰囲気が特徴。再放送時はオープニングが変更され、『分身合体 闘士ゴーディアン』と改題された。
東京12チャンネルの放送時間は、第26話までは毎週日曜日 10:00 - 10:30。第27話以降は毎週日曜日 7:30 - 8:00。

## 物語
彗星ソコネス、惑星ウカペ、惑星スカルプの異常接近により起きた「ビッグカタストロフ」は、地球に天変地異をもたらし、全ての文明を破壊した。復興を始めた人々は各地に都市（タウン）を創り、そのタウンごとに暮らすことを余儀なくされる。その混乱に乗じて、謎のドグマ大帝統率いる秘密結社「マドクター軍団」は各タウンへの侵略を開始した。アメリカ西部のヴィクトールタウンを守る、メカニカル・コンバット部隊（メカコン）第18連隊に加入したダイゴは父の遺したゴーディアンを駆使してマドクター軍団と戦うが、その正体はメカコンには秘密である。
だが、残念なことに内部工作や戦力の差でヴィクトールタウンはマドクターの手に落ちてしまう。生き残りの市民と共にゴーディアンの基地であるサントーレに逃れたダイゴは正体を明かし、市民と共にレジスタンスを続けるが、他のタウンはマドクターの勢力に取り込まれていく。
ヴィクトールタウンの地下には、ソコネスの隕石からダイゴの父が培養した謎のエネルギー「イクストロン」が蓄えられていた。マドクターの狙いはイクストロンと、それが関係すると思われる「プロジェクトＸ」の解明だ。
地球にはウカペの再接近により、第二の「ビッグカタストロフ」が迫りつつある。「ビッグカタストロフ」から人類を救う計画こそが「プロジェクトＸ」。その手かがりはマドクターの首領、ドクマ大帝統とインディアンのジェロニモ族に伝わる「太陽のすかし」というキーワードにある。
「太陽のすかし」が指し示す手がかりを追ったダイゴたちは、5万年前に地球に降りたイクストローム星人が残した移民船「アノー号」を発見する。アノー号はイクストロンが燃料であり、イクストロンを用いた機体であるゴーディアン及びイクストロンと同調するよう父に施術されたダイゴは、「プロジェクトＸ」の中心的人物になる。
ダイゴは軍師として合流した幼なじみのオカモト竜馬とともに、他タウンとのサントーレ同盟を設立、生き残った人々をサントーレへ避難させようとするが、マドクターはイクストローム星人と戦ったドクマ星人の子孫たちであり、選民思想の下にマドクター内部まで選別を行っていた。マドクターを裏切った人々の協力もあり、アノー号はサントーレに運び込まれ、マドクターはサントーレの秘密兵器イクストロン砲で壊滅する。だが、ドクマ大帝統は宇宙船だった毒魔殿と共に宇宙へ逃亡する。
アノー号に乗り込んだダイゴたちは、移住先の惑星を探すため宇宙へ旅立つが、いっこうにふさわしい惑星は見つからない。マドクターもアノー号を追跡し続ける。謎の声に導かれた「ゾーン9999」にて両者は最終決戦を行う。「ゾーン9999」を越えた超宇宙に至る能力を持つのはアノー号のみ。アノー号に毒魔殿が強引に激突したまま超宇宙に至った両者だが、この世界にはふさわしくないと判断されたマドクターは謎の声の主、宇宙連盟の代表アーカーシャによって消滅させられる。ダイゴたちはアーカーシャに歓迎され、生命体の微細な胞子のメッセージが地球に届けられた。このメッセージこそが、氷河期になった地球に生命が蘇る力になるのかもしれない。

## 登場人物

### ヴィクトールタウン（後にサントーレ砦）
ダイゴ 大滝
声 - 安原義人
ゴーディアンを作った大滝博士の息子。彼にしか、ゴーディアンを正常に扱うことができない。カーペ・ヴィレッジで、父の友人（母の兄）のゲン爺さんに育てられ、その後、メカコンに入隊する。父や姉、ゴーディアンのことを知らずに育ったため、当初は戸惑うこともあり、サオリに対しても素直に姉と呼べず、機械に意識を移した父に対し反発することもあった。
当初はゴーディアンの操縦者である事を隠し、マドクターと戦うが、物語中盤で正体を明かしてからはメカコン隊の中核として、互いに助け合いながら激闘を続けていく。直情径行の持ち主で、すぐにカッとなる。隊の規律を無視し、個人行動を取ることが多かったが、マドクターとの激闘を通じて成長し、勝手な行動を取り、皆に迷惑をかけたポールやメリー夫人たちを許す心の広さも持つようになる。
銃の名手であり、その腕は百発百中。トロスクルスをして「生まれきってのガンファイター」と言わしめるほどである。電子ロープはマドピューターを破壊するほどの威力だが、あまり多用しなかった。
クリント
ダイゴの幼いころから一緒だったメカ豹で、ダイゴとは親友同然である。自意識を持ち、戦闘時には自分の判断で戦う。主にダイゴの命令で動くが、サオリや他のメンバーの言うことを聞くこともある。
エネルギー源はオイルで、動物のように口から摂取する。敵の気配を素早く察知する。戦闘能力は高く、マドピューターを単独で破壊することも可能であり、ゴーディアンをおびき出すための囮として捕らえられた時も、自力で牢を破り脱出した。
全ての環境に対応可能で、最終話ではゴーディアンの肩に乗り、宇宙空間にも出撃したが、ドクマ殿戦艦から発射する物質分解ビームの直撃を受け、消滅した。
ピーチィ
声 - 井上瑤
メカコン隊員で、後にサントーレ女子隊隊長。アノー号では女子コンバット隊隊長を務める。ダイゴとは池で水浴びしてるところを偶然見られてしまったのが初対面。気が強い性格で、ダイゴへの好意を素直に表せない。ホワイト・シティに両親が赴任しており、母への手紙にはダイゴのことを書いていた。他の女子隊員が、ダイゴを誘惑すると嫉妬する。ロゼに対しても、その正体が分からないうちは対抗意識を持っていた。
人工衛星捜索時には指揮を執ったこともある。幼馴染のポールには好意を持っていたが敵に寝返ったと知ったとき、躊躇わずに銃を抜いた。母の勧めで負傷したマドクター兵士を解放したが、無残にも兵士は処刑され、母も巻き添えで死んでしまう。この事件がきっかけで、マドクター青年将校が反乱を起こすことになる。
バリーホーク
声 - 納谷六朗
変わり者の集まりで知られる、メカコン18連隊の隊長。後にサントーレ隊隊長、アノー号艦長を務める。愛称はバリー。
常に前線で指揮を執り、自らも銃を持ちマドクターと戦う。隊員たちには兄貴分として慕われている。部下思いの性格で、アンノンジーからダイゴをかばったり、同格のカスターに自分の隊を侮辱され激昂することもあった。その一方で、ダイゴの単独行動のせいで隊に犠牲者が出たとき、ダイゴを殴って除隊させたことから、公平を重んじる性格が見られる。
生真面目で沈着冷静な指揮官だが、ダイゴの規律違反を大目に見る懐の広さもある。サオリに好意を持ち、彼女の前では骨抜きになってしまうが、仲は進展しなかった。
ダルフ
声 - 鈴木清信
メカコン隊員、アノー号では通信主任を務める。おっとりした性格のダイゴの同僚。メカコンの時にはダイゴと同室だった。自分と同室になる奴は死ぬというジンクスを持っていることから、ダイゴを気づかう。ロス・シティにいる家族にいつも収入を仕送りに宛てていたが、マドクターの攻撃により全員死亡する。
趣味は編み物。ヴィクトールタウン陥落時に、恋人のキャシーを助けようと隊を離れ、一時は行方不明となるが、最終的にキャシーとともにサントーレに合流した。その後、キャシーとサントーレで結婚する。当作品の登場人物の中で、劇中で結ばれたのは彼らだけである。サントーレでは何回か小隊を指揮したこともあり、アノー号にイクストロンを注入する際はハナマキ博士の助手をしていた。
純粋で、気の弱いところがあるが、災害で壊滅したヨーク・タウンに救援を送る際に渋る竜馬やダイゴに反発し、支援を強く主張したことがある。
アンノンジー
声 - 増岡弘
メカコン隊の長官。後に、サントーレ砦の司令官を務める。風采の上がらない中年男性だが、頼れる司令官。主に作戦立案と総指揮を担当する。ダイゴに怪我をさせられたことを根に持ち、ダイゴを辞めさせるようにバリーホークに命令したことがあるが、マドクターとの激闘を通じ、ダイゴを「最も信頼できる部下」と評価する。
軍人気質の持ち主で、政治的なことは苦手。タウン会議を招集し、各タウンに救援を求めたが、マドクターの裏工作で失敗に終わる。サントーレへ移住する際には自ら先頭に立ち民間人を誘導している。
アノー号出発の際には搭乗せず、サントーレ砦に残り、地球に残った人類のために尽力する事を選んだ。
サオリ
声 - 高島雅羅
ダイゴの姉。ダイゴを待ちながら、サントーレ砦をずっと守ってきた。ヴィクトールタウン陥落時には自ら先頭に立ち、サントーレへの移住を受け入れている。その際は相談役として、バリーたちの補佐に回る。アノー号では副艦長を務める。
第1話で、ダイゴを守るためにゴーデイアンに乗り込み、無理に動かしたため全身に火傷を負う。後にダイゴと2人で砦地下の泉に行き、火傷を治療した。コンピューター「サントーレ」の在るゴーディアン基地から、ダイゴを支援する。
本来は父と2人でサントーレに住み、ダイゴを待つはずだったが、トロスクルスに父を撃たれてしまう。争いを好まない性格であるが、トロスクルスがサントーレに来た際、ライフル銃で撃とうとし、ロゼに止められる。ダイゴと違い、母の思い出があることから、ギャラクシーポートの支配者 マダムクイーンが母のナオミだと看破した。
ロゼ
声 - 吉田理保子
チョコマとともにサントーレに住む少女。初期はダイゴのために情報を仕入れたりして、ゴーディアンのサポートに尽力した。序盤ではエンジンつきのローラースケートを移動に使用していた。サントーレ内の機械類の操作を難なくこなす。サントーレ隊結成後も諜報活動などに活躍しており、ブラスターパック達と共に行動することも多くなった。
その後、太陽のすかしを探すためにジェロニモ16世たちとともに行動することになる。その旅路の中、ジェロニモに恋心を抱き、彼とともに地球に残る事を選択。後に彼との子供を出産している。ピーチィはロゼがダイゴに好意を抱いていると思っていたが、本人はそんなことは考えていなかった。勝気な性格で、同性である女子部隊には対抗意識を持ち、喧嘩沙汰にまでなった。
チョコマ
声 - 鈴木れい子
ロゼの弟分。本当の家族とは死別しており、ロゼと共にサオリに引き取られた。サントーレ隊結成後はサントーレ少年隊の実質上のリーダーとして、ダイゴたちのサポートに尽力した。アノー号では整備班を担当する。チョコマもロゼと同様、サントーレ内の機械操作が可能であり、車の運転まで一人でこなす。ヴィクトールタウンの官僚 アンナマリーと知り合い、まだ見ぬ母性を彼女に感じ、サントーレを出て彼女と同行しようとしたことがある。
出発の日、サオリたちと共にアノー号に乗り込むことになったチョコマは、地球に残る事を選んだロゼにサオリを守るように頼まれている。それは今まで、一緒に行動を共にしてきたロゼとの別れの時でもあった。
大滝 キョウタロウ
声 - 増岡弘、北村弘一
ダイゴとサオリの父であり、第2のビッグカタストロフを予言した科学者。その日のために、サントーレ砦内に様々な施設やゴーディアンの基地を建造した。しかし、決闘相手と誤認してしまったトロスクルスに撃たれてしまい、命を落としてしまう。死ぬ直前にサントーレのコンピュータに記憶を移植し、それ以降はサオリと共に基地を守り続け、ダイゴが成長するのを待った。
ビッグカタストロフについて、全てを知っていたわけではなく、ジェロニモがもたらしたインディアンの言い伝えにより、全ての事情を知る。多くの科学者や政治家に影響を与えた人物ではあったが、ダイゴには真実を告げず、サオリをサントーレに縛りつけ、妻のナオミとは別れてしまい、ビッグカタストロフ阻止のためとはいえ、結果的に自分の家族を犠牲にしてしまう。最後は自分を維持するためのエネルギーをイクストロン砲に接続し、毒魔殿を破壊した。
ブラスターパック
声 - 黒部鉄（現・屋良有作）
メカコン第一工作隊隊長。サントーレ隊では小隊長、アノー号ではコンバット隊隊長を務める。爆弾のプロフェッショナルで、トラップの扱い方については彼の右に出るものはいないと言われている。当初は女、子供との作戦を嫌がっていたが、そうは言っていられなくなり、受け入れざるを得なくなる。
銃を取って前線で戦うこともあるが、彼の本領が発揮されるのは潜入工作である。初登場時には怪我こそしたものの、バルバダスを指揮官機もろとも爆破し、奪われたアノー号に部下とともに残って妨害工作を行った後、補助エンジンを動かす技術者を脅し、サントーレに誘導させる。さらに部下と二人で占領下のヴィクトールタウンに乗り込み、イクストロン発掘現場を破壊し、無傷で帰還。その際はエリアスが巻き添えになった。再度、ダイゴと二人で潜入したときはドクマ殿に侵入。ドグマ大帝統のホログラムを破壊し、正体を暴いた。
成果を出すプロの軍人であるが、顔に関してはお世辞にもよいとは言えず、好意を寄せているアンナに「あんなゴリラみたいな人」と言われてしまった。ダイゴと共に行動することが多く、ダイゴが立てた作戦に付き合うときもあった。
ポール
声 - 石丸博也
ヴィクトールタウン青年隊隊長。ピーチィの幼馴染だが、彼にはマドクターのスパイという裏の顔があった。その理由は陥落後のタウンにとり残された両親をマドクターに人質にされ、脅されていたためであり、彼の裏切りがヴィクトールタウン陥落を決定的なものにしてしまった。捕らえられている両親を救うために勝手な行動と規律違反を繰り返すも、目の前で父を殺されてしまう。ポールがスパイだと知ったダイゴだったが、みんなのために罪を償えと言い、自暴自棄になった彼を立ち直らせた。
サントーレに拠点を移した後はサントーレ隊に協力をし、アノー号では補助パイロットを務める。自分と境遇の似たアニタにシンパシーを感じ、アニタの特攻をあえて見逃した。
カドクラ博士
声 - 増岡弘
大滝博士と共に、彗星ソコネス、惑星ウカペ、惑星スカルプの異常接近により起きた異変後の世界を、第二の破局を、乗り切るために、ヴィクトールタウンと基地を造った（第14話）。
ハナマキ博士
声 - 緒方堅一（現・緒方賢一）
第2のビッグカタストロフ予言演説会のとき、大滝博士と出会わせた人物。大滝博士の思想に共感し、マドクターに会場を襲撃された際にも彼の脱出の手助けをした。その後、トロスクルスを通してサントーレ基地の存在を知る。タウン会議の際にはウイングタウン市長とともに参加するも、マドクター襲撃により市長は死亡。以降、ダイゴたちに協力するようになった。通称「チビヒゲ博士」。
ヴィクトールタウンの地下にあるイクストロンの存在にいち早く気づき、マドクターにヴィクトールタウンを占拠された後も、イクストロンの解明に全力を注いだ。作業に夢中になると乱暴になる傾向がある。後半のキーパーソンの一人であり、それまで弱かった科学部門を一手に引き受ける。
アノー号には乗らずに地球に残り、地下に残されたイクストロンを用いて地下都市を建造したり、地球製アノー号である「サントーレ号」を建造するなど、地球に残された人類の生存に全力を注いだ。
アニタ
声 - 小宮和枝
反タウン組織「青シャツ党」リーダーであるゲバリスタの妹。兄とともにヴィクトールタウンで反乱を起こそうとしたが、それはマドクターの工作であり、利用されたと気付いたときは既に遅く、兄はマドクターのスパイに銃で撃たれて死亡。青シャツ党は壊滅した。ヴィクトールタウン内にマドクターが侵攻し、やがては陥落してしまう。「ダイゴに付いて行け」という兄の遺言には従わなかった。
サントーレ砦では青シャツ党員であったことから差別され、行き場を無くしてしまう。死を覚悟でマドクターに単身乗り込むが、そこで行方不明だったダルフとキャシーと合流する。以後はピーチィの副長として女子部隊に入り、衛星回収時にはピーチィと二人だけで衛星を発見、回収する。
マドクターに対する恨みは消えず、アノー号運搬の際に協力した、マドクター青年将校のテウスを撃ち殺そうとしたこともある。最終決戦で、戦闘機に搭乗して出撃するが、ドクマ殿戦艦が発射する物質分解ビームの直撃を受け消滅した。
ドブロフ
声 - 飯塚昭三
ヴィクトールタウンの病院で働いていた医師。サントーレ砦、アノー号でも医師を務めた。過去のマドクターとの戦闘で息子を失っており、酒びたりになっていた。病院が襲撃されたときに負傷した、マドクター兵士を一度は殺そうとしたが、自らの因縁を断ち切り、医師としての誇りを取り戻した。アンナのために腎臓を一つ移植している。
アンナ
声 - 麻上洋子（現・一龍斎春水）
ドブロフの助手。サントーレ砦、アノー号でも助手を務める。過去に彼によって命を助けられたのをきっかけとなり、看護士になった。ドブロフが自暴自棄になってしまったときも彼のことを信じ続け、因縁を断ち切るきっかけをつくった。
ジェロニモ16世
声 - 村山明
一族に伝えられているといわれている「太陽のすかし」を探すために旅をする、ジェロニモ族のリーダー。後半のキーパーソンの一人。ダイゴはヘルロックで、彼らに助けられている。彼らのもたらした情報により、ビッグカタストロフの完全な情報が手に入る。戦闘能力は高く、原始的な武器でマドクター兵士を撃退するほか、銃も扱える。
目的遂行を第一とするあまり、ロゼと一時別れた事もあったが、その後は誤解が解け、仲直りした。アノー号を発見した後はサントーレ隊と共に戦ったが、アノー号には乗り込まずに地球に残り、ロゼと結婚。息子をもうけている。息子のジェロニモ17世はハナマキ博士の建造したサントーレ号に乗り、ダイゴたちの後を追うことになる。
レッドノーズ
声 - 千葉順二
自称「インディアンの大酋長」。自分の土地に勝手にマドクターが基地を建造し、メカコンに助けを求めたことがきっかけで、ヴィクトールタウンに居つく。飄々とした性格。
特技は動物の骨を焼き、そのひびから占う朴占術。ジェロニモ16世と合流後はジェロニモに同行し、その際にマドクター兵士を徒手空拳で倒したり、武器を使用して戦った。彼が覚えていた儀式の歌と踊りによって、アノー号に燃料のイクストロンを注入する方法が得られる。最後はアノー号を守って敵の弾丸に倒れる。
キャシー
声 - 山田栄子
ダルフの恋人。ヴィクトールタウンから離れたところで、父と2人で住んでいた。父はヴィクトールタウン建造に携わっていたためタウン設計図を持っており、それをマドクターに狙われて死亡。その後も一人で住み続け、タウン陥落時もダルフが迎えに来ることを信じ待ち続けた。
母方の祖父はヨーク・タウンの鬼将軍といわれたスミス将軍で、結婚が許されなかったため、両親は駆け落ちしたらしい。ヨーク・タウンに強引に連れ帰られそうになるが、スミス隊の窮地をダルフたちが助けたことから仲を許される。この時、ダルフと結婚式を挙げる。しかし戦闘中であるため、ゆっくりとした新婚生活は送れなかった。
非戦闘員であるためサントーレ砦ではアンナの手助けをしており、アノー号ではシスターミッチェルとともに生活班に任命される。
オカモト 竜馬
声 - 古谷徹
自称「天才策士」で、坂本竜馬の子孫。和服を着て、土佐弁を喋る。ダイゴとはカーペ・ヴィレッジで幼い頃からの親友で、後半のキーパーソンの一人。初登場時には巨岩戦艦の情報と兵士を手土産に、砦に合流。偽の衛星をつかませてヴィクトールタウンに潜り込もうとしたり、誰も気付かなかったイクストロン砲の存在に気付くなど頭の回転が早い。エリアスを捕まえたのも、竜馬とダイゴである。物資の買い付けの際、彼の口八丁で、仕入値段を通常の半分にまで値切らせたこともある。
ビッグカタストロフから人類を救うために世界各地のタウンを回り、サントーレ同盟への加入を訴え、最後の仕上げとして、ジョージタウンで、マドクターの青年将校たちに協力を要請する。この際にサクシダー率いるマドクター憲兵隊の急襲を受け、銃撃戦となるが、将校たちを地下通路で逃がした後に単身立ち向かい、凶弾に倒れてしまう。
最期は「竜が天に昇るのが見える」とダイゴに言い残し、サントーレ同盟の結成やアノー号を見ることも無く、息を引き取る。ダイゴは竜馬のことを「男の中の男だった」と涙ながらに褒め称えた。この将校たちの尽力により、ヴィクトールタウンにいた捕虜は解放され、アノー号の運搬も成功する。
フェスター
声 - 福士秀樹（一般隊員役も兼任）
ヨーロッパ共同体タウン（ECT）で助教授をしていたが、第53話でタウンが壊滅した際にゴーディアンに助けられ、サントーレに合流する。アノー号では、メイン パイロットを務める。科学者として、ビッグカタストロフに危機感を抱いていた。
アダムIII（スリー）
声 - 伊武雅之（現・伊武雅刀、ナレーターも兼任）
数千年前に地球に漂着したイクストローム星人で、アノー号のことを伝えるためにクローン体として、長い間待ち続けていた。ダイゴたちがアノー号で旅立った時にはナビゲーターとして、彼らの助言もしている。
彼の身体は度重なるクローンコピーによって、生命体としての寿命が尽きかけていた。他の惑星に移住した同胞に必要以上に肩入れしたり、サントーレ号に接触する事を止めたりと、彼のアドバイスは決して公平なものばかりではなかった。

### マドクター
ドグマ大帝統
声 - 村松康雄
マドクターの首領。毒魔殿内部の神殿からホログラムの姿で、サクシダーたちの指揮を執る。その正体は8人のドクマ星人 トップメンバーたちの頭脳集合体であった。マドクターのルーツが外宇宙からきた異星人であることはドグマ大帝統しかしらない。実際に幹部たちからは「ドクマ大帝統様」と呼ばれている。
選ばれし民たちによる統治を最善と考えており、そのためには他のタウンの市民はおろか、マドクター兵士たちを殺すこともいとわない。毎回の作戦を毒魔黙示録で指示する。
バラス
声 - 西村知道
最初は戦闘隊長に過ぎなかったが、数々の策略で総統の地位にのし上がった。しかし実力は今ひとつで、自分で判断できないときはドグマ大帝統に相談していた。ヴィクトールタウン占領後は総指揮官として人質を使った作戦で、サントーレ隊を苦しめた。奪ったアノー号を運搬する際は自ら指揮を執るもミスをして、サントーレ隊に奪い返されてしまった。その失敗の責任を取るために、ドグマ大帝統にゴーディアンの破壊を命ぜられ、イクストロンを使用した最強の闘銃士 マドックス・ドッグマンに搭乗し、ダイゴに一対一の決闘を挑む。3体が分離する瞬間を狙いゴーディアンを苦しめたが、隙を付かれてドッグマンもろとも爆死してしまった。
第2話が初登場だが、その際の表記は「ミスターＸ」だった。
サクシダー
声 - 北村弘一
マドクターの参謀兼諜報長。毒魔黙示録の内容を読み上げるのは主に彼の担当である。数々の策略で、サントーレ軍を苦しめ、当初は三巨頭の中で、総統の地位に最も近い場所にいた。実際、ドグマ大帝統と会話ができるのは当初はサクシダーだけであった。クロリアスらとの権力争いに際し、バラスを取り込もうとするが失敗。総統の地位を奪われてしまう。その後、何か策を弄する気は無かったようで、バラスに忠実に仕える。
バラスの死を見て、不安にかられ、エリアスに自然に仕えるようになる。最終回直前で合流したトロピーヌにより、劣性遺伝子の持ち主とされ、何も落ち度は無いのに投獄される。ドグマ大帝統も彼を助ける気は無かった。
エリアス
声 - 加川三起（現・鳳芳野）
マドクターの最高幹部の一人で、イクストロンの研究・調査担当。初期は目立った行動を起こす事はなかったが、ヴィクトールタウン占領時から出番が増える。サントーレ隊に捕まった際に彼女の口から、マドクター6000年の歴史が語られ、ダイゴたちを驚愕させた。サオリのことを「サントーレに置くには惜しい女」とまで言っている。
エリアスの家柄は代々貴族の家系で、先祖にはクレオパトラがおり、部下たちは命がけで彼女を守っている。内心ではバラスを成り上がりと蔑んでおり、その死後は総統の地位を継いだ。
サントーレとの最終決戦時にツタンカーメンを思わせる兜を被り、侍女を2人従える。マドクターを最後まで裏切ることはなかった。後半は同じ最高幹部のサクシダーを盟友として信頼しており、最終回前の理不尽な仕打ちには納得していなかった。
バルバダス
声 - たてかべ和也
マドクターの戦闘隊長。最初はクロリアス直属だったが、バラス側に寝返った。豪快な性格の割には忠実に命令を守るタイプ。サントーレに逃げ込もうとした一般市民を追い込もうとしたが、ブラスターバックたちの罠にかかり絶命する。兵士の信頼はあまりなかったようである。
クロリアス
声 - 黒部鉄
サクシダー、エリアスと共にマドクター三巨頭を名乗っていた戦闘隊長。サクシダーには対抗心を燃やしていた。バラスの台頭に脅威を感じ、第9話で、暗殺を試みるも失敗。ゴーディアンとの戦闘に敗北し退却しようとするも、バラスに退路を閉ざされてしまい、搭乗していたマドピューターごと破壊され爆死した。
ホクマドック
声 - 黒部鉄、他
ナンマドック
声 - たてかべ和也、他
トウマドック
声 - 増岡弘、他
サイマドック
声 - 伊武雅之、他
ヴィクトールタウン陥落後、バルバダスの後任として四方の門を守るために配置された将軍達。主に行動隊長といった役割であったが、これといった活躍はなく、4人集めても個性はバルバダス以下という扱いを受けていた。回によっては違う名前で呼ばれることがある。
サントーレとの最終決戦時、ホクマドックは銃でピーチィの母を撃ち、怒りに燃えたダイゴに銃で撃たれて死亡。サイマドックはゴーディアンとの戦闘で搭乗していたマドピューターを倒され爆死したが、トウマドック、ナンマドックの生死は不明。
トロピーヌ
声 - 加川三起
ドグマ星系 第三分類移民隊の隊長。プレアデス散開星団の惑星カナンに移り住んだ第三分隊の子孫で、ビッグカタストロフから逃れようとしていたイクストローム星人の血を引くカナン星人の移民船を追って来たが、移民船はブラックホールに飛び込む途中で耐え切れず爆発した。ドクマ殿艦隊を率いて、アノー号を追う途中のドクマ宇宙船と合流する。
顔立ちはエリアスに瓜二つだが、髪型はショートヘアのエリアスと異なり、アフロヘアーである。エリアスに「2人は先祖が同じで、理想の混血のタイプだ」と言っている。性格はエリアスと違い、人の命を弄ぶ残酷な行為を繰り返していた。それは兵士をクローンスリープで生産し続けたためにそうなったといわれている。彼女は遺伝子の良し悪しで地位を決めるため、サクシダーを劣性遺伝子と決め付けて投獄している。

### 名うてのガンマン、およびアウトローたち
ゴーディアンの西部劇的な側面を担っているのは、トロスクルスをはじめとする無法者達である。ホバーバイクを馬代わりに、彼らは荒野を舞台に無法の限りを尽くす。
ミスターX
声 - 西村知道
トロスクルス
声 - 伊武雅之
酒と博打には滅法強い歴戦のガンマン。メカコンとマドクターの双方に顔が利き、金次第で協力するが、どちらからも信用はされていない。相手の弱みに付け込み、足元を見て仕事を売り込むこともある。支払いは主に金貨。基本的に一匹狼ではあるものの、仕事の内容によっては部下を金で雇うこともある。
好物はミルクで、バーのマスターに必ず「アイスミルクをダブルで」と注文している。ダイゴの父、大滝博士を誤って撃ち殺したことに責任を感じ、ダイゴにガンマンとしての心得を教える。その後、父を撃ち殺したことを知った、ダイゴと一対一の決闘を挑み敗北。ダイゴたちの前から姿を消した。
サントーレ隊とマドクターの戦いの際に再度、姿を現した時には胸を病んでいた。ダイゴたちの危機をマドクターから救い、死に場所を求めて旅を続ける。マドクターやメカコンよりも早くダイゴの正体やサントーレの存在に気付いており、ハナマキ博士にそのことを教えている。
登場時は、マカロニ・ウエスタン調の音楽が流れる。

## 設定

### ゴーディアン
ダイゴ大滝の父、大滝博士によって開発されたロボットで、「乗る」というよりは「着る」感覚に近い特異なメカ。
単体の名称ではなく、3種類のロボットを合わせた呼称である。それぞれのロボットが収納されて完成する、マトリョーシカのようなギミックを持つ。番組内ではこれを分身合体と呼ぶ。なお、脚本上では「嵌入（かんにゅう）」と書かれていた。
ダイゴのために建造されたものであるため、存在するのは3体のみである。
ゴーディアンの体内にはイクストロンを用いたシステムであるバイオメカフィルターが装備されており、搭乗者の動きをトレースし運動能力を増幅させるが、ダイゴに合わせて調整されているため、ダイゴ以外の人間が動かそうとするとメカに適応できずに大火傷を負う。第1話で、ダイゴを救うために姉のサオリが無理にゴーディアンで出撃した際には重傷を負い、第2話では包帯姿で初登場することとなった。第64話で、ダイゴが度重なる戦闘による疲労のために倒れてしまったときにも、ゴーディアンが健在な事をマドクターに示すために、サオリが乗り込んでいる。
当初は合体しなければ動かすことができなかったが、アラスカでの特訓により、第8話で初登場した外部からの遠隔操作を自身の意志で制御ができるようになった。当初はメカの外見が、大河原邦男のデザインに準じていた。
各ロボットのスペックは以下の通り。

#### プロテッサー
身長2.5m、カラーリングは青・赤・白がベース。形式としてはパワードスーツに近い。ダイゴが直接、搭乗する。搭乗すなわち分身合体時コールは「セット、ガード・プロテクション」、またデリンガーからの分離時コールは「プロテッサー、ゴー」。小柄な機体を利用して敵を翻弄したり、ダイゴの特技であるアメフトを活かし、タックルなどの体当たり攻撃を得意とする。
そのサイズゆえに、劇中ではスープの順番待ちなど、生活の中に溶け込んだ印象も持っている。他の機体と同様に遠隔操作が可能だが、第8話で、ダイゴがゴーディアンを置いたまま、カーペヴィレッジを去ってしまったときに、ロゼとチョコマの誘導で、サオリが3体を運んだ時以外は行われていない。
武装
- ゴーディアンボム

ラグビーボール型の爆弾だが爆発はしない。ボムを投げて複数の敵を破壊する「ツンドラアタック」も使用する。
- ボムドリル

ボムの先端からドリルを出現させた状態。ドリルの回転によって貫通力が倍加する。
- 緑光剣（りょっこうけん）

ビーム剣。ボムが左右に分かれてグリップが出て、先端から緑色の刀身が出現する。

#### デリンガー
身長5m、赤・白ベース。中型のロボットで、中にプロテッサーを収納する。主に格闘戦にすぐれ、起死回生に転じての攻撃や武器を利用した攻撃を仕掛ける。他の2体に比べると使用頻度はやや少ないが、活躍する場面は多い。ガービンへの分身合体時のコールは「デリンガー、セット・イン」、またガービンからの分離時コールは「チェンジ・アタック、デリンガー」だが、これらのコールはあまり使われなかった。
武装
- マグナムバンチ

トマホーク状の武器。敵に投げ付けたり、ハンマー部で敵を叩き割る。必殺技「アバランチアタック」は、大型のマドピューターを吹き飛ばすほどの威力を持つ。
- 赤光剣（しゃっこうけん）

専用の双節棍系の二連剣。初期の頃から頻繁に使用している。

#### ガービン
身長15m、青・白ベース。デリンガーを収納できる大型のロボット。サオリの操縦で初登場した。その巨体を利用し、小型のマドピューターを踏み潰したり、大型のマドピューターや闘銃士 マドックスを攻撃する。一番外側の機体であるため、防御力は桁外れに高い。特殊な分身合体コールを持たない（機体名そのままがコールされる）。
武装
- ガトリングアーム

両腕を飛ばして攻撃する。ガトリングという名称だが、回転して射出するわけではない。エネルギーを片腕に集中して発射する必殺技「ボーガンアタック」もある。
- フットミサイル

脛に内蔵されているミサイル。左右、一発ずつ装備する。
- グレーシアー･クラッシュ

強固なボディを駆使し、旋回と体当たりを組み合わせた肉弾戦法。
- マイティライボー[注釈 15]

棍棒状の打撃武器。先端にガービンのアンテナを取り付けることで槍状の武器になる。
- シャインシェルド

第7話にて初登場した。ゲン爺さんの小屋に隠されていた、防御と攻撃を併せ持つシールド。収納状態から傘のように展開してシールドに、さらに表面を展開すると5連装のビームガンが現れる。ゲン爺さんの形見となった武器でもある。
- デュークスクリュー

シャインシェルドから突き出た刀身を回転させて敵を突き刺す。シャインシェルドと分離して使用することも可能。
- 白光剣（びゃっこうけん）

白熱した剣で敵を両断する。
初期は頭部のアンテナを変形させて、第16話のようにメリケンサックや第17話のように手裏剣として使用した。

#### 合体技
- アバランチクラッシュ

3体がスクラムを組んで回転し、攻撃を仕掛ける。ヴィクトールタウンが、マドクターに総攻撃を受けたときに使用した。
- バキュームアタック

プロテッサーが地上で走りながら周回することで発生させた竜巻と、デリンガーとガービンが空中で、それぞれ自らを回転して発生させた小規模な竜巻2つをあわせ、巨大な竜巻にした技。イクストロンから発生した竜巻をサントーレから遠ざけるために使用した。

### イクストロン
彗星ソコネスとその衛星であるウカペに含まれている未知のエネルギー。それはビッグカタストロフを引き起こし、地球の文明を崩壊させた。ソコネスが地球と月の間を通り抜けた際、ウカペが地球の引力に引き寄せられ衛星と化した。物語の時点でも、ウカペの影響で小規模な天変地異が起きている。
イクストロンはゲル状の液体で、まるで生きているかのごとく移動する能力がある。原生の状態では危険を伴うエネルギーであるが、長時間熟成させる事によって、人類にも扱うことが出来るようになる。ヴィクトールタウンの地下では熟成中のイクストロンが貯蔵されており、マドクターもそれを手に入れるためにヴィクトールタウンの占拠を狙っていた。ゴーディアンやサントーレのコンピュータにも使用されており、アノー号もまた、イクストロンをエネルギー源とする宇宙船であった。
なお、イクストロンは人体に注入すると肉体を強化できることが大滝博士の研究により実証されている。そしてその実験台になったのは、息子のダイゴであった。

### マドクター
宇宙漂流の果てに地球にたどり着いたドクマ星人たちが結成した秘密結社、それがマドクターである。マドクターの歴史は古く、紀元前4000年頃にエジプトで発祥したと言われている。ドクマ星人は地球に生息していた原人に自らの遺伝子を移植し、己の手足になるように育成した。ツタンカーメンやクレオパトラといった歴史上の人物を使って文明を支配してきたマドクターは、エジプト文明が崩壊した後に世界中に散らばり、様々な歴史上の将軍・皇帝などを影で操り、裏で文明を支配していった。
時は流れ、ビッグカタストロフ後の混乱をきっかけに表舞台に躍り出たマドクターは当主である、ドグマ大帝統が全世界の支配を宣言。各国に対し、攻撃を開始した。しかし、ドグマ大帝統の真の目的は、地球上のどこかに存在すると伝えられている「太陽のすかし」を探し当て、解明する事だった。
マドクターがかねてより進めていた「プロジェクトX」とは、太陽のすかしの謎を解明し、それを用いて、選ばれしエリートのみの新世界を作り上げる計画だといわれている。
物語の序盤においては、マドクターは特定の領域を支配しており、そこからヴィクトールタウンなどに侵攻していった。毒魔殿は当初その領域内の湖に浮かんでいる状態であった。防衛要塞が配備されたヘル・ロックは一度ゴーディアンを撃退するほどの力を持っている。情報収集や裏での取引のため、各タウンに自分たちのスパイや内通者を送り込んでいる。メカコン内部にスパイがおり、他の大陸（ヨーロッパ地方）にまで、その範囲は広がっている。
主要な兵器は「マドピューター」と呼ばれる機械兵器である。マドピューターは主に、兵士の乗る多足式の戦車、それより大きい指揮官機、対ゴーディアン用のメカである。後にエリアスは対ゴーディアン用にパワーアップさせた「闘獣士 マドックス」を開発する。エリアスによると、闘獣士はシステムがマドピューターとは完全に異なるらしい。
ヴィクトールタウンを占領した後は巨岩戦車や戦闘用ヘリ、戦闘機など、さらに兵器がパワーアップし、サントーレ砦を苦しめた。
悪の組織としては珍しく、士官が昇格する場面が見受けられる。空位だった総裁の地位についたバラスはもとより、前線での指揮をバルバダスの部下やバラスの部下が任される場面がある。
本拠地の毒魔殿は地中深くに存在していたが、ヴィクトールタウン占領時に姿を現し、タウンの中心部にその根を下ろす。イクストロン砲によって破壊されたが内部から本体と見られる宇宙船が出現し、宇宙へ一旦逃げることになる。

### ヴィクトールタウン
ビッグカタストロフを生き延びた人々は、各地に「タウン」と呼ばれる都市を建造し、天災に悩まされながらも平穏な生活を送っていた。大滝博士が中心になって作られた「ヴィクトールタウン」も、そのひとつで、アメリカ西部に建造された。しかし、そこにマドクター軍が襲来し、タウンは武装を余儀なくされる。アンノンジーはヴィクトールタウンを守る防衛隊「メカニカルコンバット部隊」（通称 メカコン隊）を結成。マドクターの襲撃に備えた。
タウンの構成は第1地区と呼ばれる中心部に、ヴィクトールハウス（市庁舎）があり、そこから放射状に道路が延び、さらに市庁舎を囲むように建物が立っている。
第2地区には報道局があり、TV放送を行っていた。第5地区にはドブロスやアンナが勤務していた病院がある医療地区であった。
ゲバリスタが反乱を起こしたのは南東の一番外側にある12地区、ポールの裏切りで堕ちたのはその西に隣接する13地区である。
メカコン隊員になるためにヴィクトールタウンにやってきたダイゴは、バリーホークが隊長である「メカコン18連隊」に配属される。バリーたちと共に戦い、時にはケンカしながらも、ダイゴは隊員としての使命を少しずつ覚えていった。
しかし、その日々も長くは続かなかった。マドクターはヴィクトールタウンを占領するため、内部から崩壊させるべくスパイを送り込んできた。まずは手始めに反タウン組織である「青シャツ党」を利用し反乱を起こさせ、その反乱により手薄になった防衛ラインにマドクター兵を送り込み、タウンを徐々に占領する行動に出た。最初は都市の一区画のみ占領されただけであったが、ポールの裏切りにより、隣接する区画も占領されてしまう。メカコン隊は必死になって抵抗したものの、内と外からの攻撃により、タウン防衛網は少しずつ崩壊し、ヴィクトールタウン全域を占領される事態に陥った。一部の住民とメカコン隊はサントーレに避難したが、逃げ遅れた住民達が占領されたタウン内に残されてしまった。
マドクターがヴィクトールタウンをねらった理由は、地下にある超エネルギー物質、イクストロンにあった。それを利用する事で、マドクターは全世界を手中に収めようとしていた。拠点をヴィクトールタウンの中心部に移したマドクターは東西南北に将軍を配置して、サントーレを襲撃する。

#### 補足
ビッグカタストロフの後にタウンが建造された事は前述のとおりであるが、政府は事実上崩壊してしまったものと推測される。現実では各タウンそれ自体が一つの国に相当し、統治の形状としては日本の戦国時代と同様であると考えられる。それゆえタウン会議は事実上の国連会議と同様の意味を成し、アンノンジーたちが会議で救援を求めたのは当然の成り行きであった。しかし、タウン同士でのいさかいも多く、資源をめぐっての争いも起こり、なおかつマドクターと手を結ぶタウンも存在するため足並みが揃わなかった。
文明が壊滅的な打撃を受けた後ではあったが、電気、水道、ガスといったライフラインは復興させている。また、ほとんどのタウンは独自の武装を持っている。移動は主にホバーを使った乗り物であるが、タウン会議の際には旅客機も登場している。
主に登場する「タウン」のほか、ダイゴの育った「ヴィレッジ」、ダルフやピーチィの親がいた「シティ」、ダイゴの実母が支配していた「ポート」も存在する。規模の大きさは、小さい順にヴィレッジ → タウン → シティ → ポート。シティは大規模な工業施設があるが、タウンにはそれに相当する施設はない。なお、ポートは特殊な施設がある所に存在するため、その数は限られている。

### サントーレ
ヴィクトールタウンの外れにそびえ立つ砦。外見はラシュモア山のような顔の彫刻が付いている山にしか見えないが、その内部には数々の施設が設置されている。
サントーレはゴーディアンの基地でもある。基地内には大滝博士の記憶を移植したメイン コンピュータが設置され、基地の管理、およびゴーディアンのメンテナンスなどを行なう。その秘密を守るため、大滝博士はこの基地の存在を隠し、ダイゴがこの基地に訪れるその日まで、サオリと共に待ち続けていた。
砦の頭頂部には司令塔が設置されており、展開することで、様々な武器が使用できるようになる。特にイクストロン砲は強力で、タウン規模の都市を一撃で破壊することが可能な兵器である。しかし、タウンには逃げ遅れた住民がいるため、うかつに攻撃する事ができない。エネルギー源のイクストロンはいまだに地底で熟成中のため、発射する事すらままならない状態にあった。
その後、ドクマ青年団の反乱によって捕虜になっていた市民の救出が成功したため、大滝博士はメインコンピュータに使われているイクストロンを使用し、ドクマ殿を攻撃することを決断した。しかし、そのエネルギーは5発分のみで、すべて撃ちつくすとコンピュータは完全に停止し、大滝博士の記憶データも失われることになる。
ヴィクトールタウンから避難してきた住民達はサントーレ内に住むことになり、マドクターの攻撃に備えることになる。サントーレは彼らにとって、まさに「生命の砦」と言える。

### イクストローム星人とアノー号
はるか昔、母星を追われたイクストローム星人はドクマ星人との星間戦争を繰り返していた。長い戦争の果て、一部のイクストローム星人は数千年前の地球にたどり着いた。そのときに乗り込んでいた宇宙船が「アノー号」である。地球に飛来した当時のアノー号は隕石のような外見をしており、それを利用してカモフラージュし、誰にも気付かれずに地中深く隠れた。アノー号にいたイクストローム星人は、そこから世界中に散らばって地球人に帰化したとされている。しかし、イクストローム星人の中にはアノー号に残った者もおり、現地人に自らの遺伝子情報を埋め込み、人類の進化を促進させる実験を行っている。大滝博士が言っていた「人類の進化には大きな謎がある」という理由がそれだといわれている。
アノー号に残ったイクストローム星人のアダムスリーは自分の身体を「クローンスリープシステム」で、クローンコピーし、自らの記憶をクローン体に移植し続けながら、同胞である地球人がアノー号を見つけてくれるのを長い間待ち続けた。
太陽のすかしを追い、北の地でアノー号が隠れている岩盤までたどり着いたジェロニモ一行は内部に入ることに成功する。そこには操縦室で待ち続けていた、アダムスリーがいた。アノー号はその全貌を現し、驚異的な能力を披露した。だが、それは新たな苦難の道への始まりでもあった。
その後、サントーレ隊はアノー号に外付けのエンジンを取り付け、サントーレへ運ぶことになる。アノー号のエネルギー源はイクストロンであるため、熟成イクストロンが貯蔵されている、サントーレ付近まで運ばなければいけない。一度はマドクターにアノー号を奪われたサントーレ隊だったが、ある作戦により奪還する事に成功する。そして、マドクターの決戦を経て、ついに旅立ちのときを迎えた。
地球から発進したアノー号は、人類が移住可能な惑星を探すために果てなき旅路に出る。しかし、その後をドクマ宇宙船が追ってくる。アノー号にはドクマ側にはない航行システムが搭載されており、ドグマ大帝統はアノー号を奪うために付け狙う。
アノー号のデザインは後に『超時空要塞マクロス』で脚光を浴びることになる、河森正治が行なっている。

## スタッフ
- 製作 - 吉田健二
- 企画 - 九里一平、宮田知行
- 原案 - 柳川茂 （連載誌 - 『テレビマガジン』、『たのしい幼稚園』、『冒険王』）
- シリーズ構成 - 山本優
- キャラクターデザイン - 九里一平
- 音楽 - 神保正明、山本正之
- 音楽制作 - CBS・ソニー
- チーフディレクター - 落合正宗、岡崎邦彦
- 制作協力 - グリーン・ボックス
- 制作担当 - 内間稔、大野実（読売広告社）、横尾潔、由井正俊（タツノコプロ）
- プロデューサー - 永井昌嗣→宮田知行
- 美術設定 - ムクオ・スタジオ→新井寅雄
- メカニック設定 - 河森正治（スタジオぬえ）
- 美術監督 - 加藤清
- 色指定 - 高村美千子、池内道子、横尾清美、藤井武、及川あつ子、斉藤健、東知子
- 編集 - 西出栄子
- 録音 - ザックプロモーション
- 録音監督 - 藤山房延
- スタジオ - シネビーム→ ニュージャパン・スタジオ
- 現像所 - 東京現像所
- 制作 - タツノコプロ[注釈 23]

## 主題歌
レーベル - CBS・ソニー
オープニングテーマ - 『闘士ゴーディアン』
作詞 - 松山貫之 / 作曲 - 山本正之 / 編曲 - 神保正明 / 歌 - 塩見大治郎
本主題歌にはもともと「シャークマン」という原曲があり、『タイムボカンシリーズ』の仕事を通じて山本正之と個人的に親しくなった読売広告社の松山貫之が、自作の詩にたびたび曲を付けてもらっていたもののひとつで、タイトルの通り「鮫」をモチーフにした戦士の歌だった。それから1年ほど後に『ゴーディアン』のアニメ企画が立ち上がった際、「シャークマンをゴーディアンに変えて、主題歌にしたらどうか」と松山がタツノコプロに提案したのでは、と山本は述解している。その結果、できあがった主題歌『闘士ゴーディアン』は曲自体がほとんど同じであり、「シャークマン」の歌詞の固有名詞部分などを本編に合わせて手直ししただけのものであるがゆえか、ヒーローロボットの特徴（「3種類のロボットを着込む」といったゴーディアンの特徴を示す類の文言）や必殺技の名前が歌詞に無い、というこの時期のアニメ主題歌としては異色の仕上がりになっている（なお、3種類のロボットであることを表現するフレーズは、副主題歌である『希望に向かって走れ』に合いの手の雄叫びとして、その名称が織りこまれている）。
正式に主題歌を製作するにあたっては「ゴーディアンが、商標登録の関係で使えないかも知れない」という話があがったため、録音当日は名称を「ガードン」として準備していたところ、それもダメだということで急遽「ダンケルジャン」として製作、レコーディングがされた。しかし「ゴーディアン」でも問題ないことがあらためて判り、「ダンケルジャン」の部分を「ゴーディアン」にして録りなおしを行ったという経緯がある。その際の没テープは処分しなかったため、現在でもソニー・ミュージックエンタテインメント（当時CBSソニー）の倉庫にはマスターテープが存在しているかもしれないとの事である。なお、後年のサウンドトラックCD発売にあたって、正副主題歌のカラオケとともに、「闘士ダンケルジャン」ヴァージョンのテープ捜索が行われたが、いずれも発見には至らなかったことがCDのライナーノートに断り書きされている。
オープニング映像は第25話から変更された。
エンディングテーマ - 『希望に向かって走れ』
作詞 ・ 作曲 - 山本正之 / 編曲 - 神保正明 / 歌 - 塩見大治郎
エンディングにおける「プロテッサー!デリンガー!ガービン!」という掛け声は、テレビサイズ・レコード用フルサイズとも児童による合唱で叫ばれているが、第1-2話のエンディングにおいてのみ男性のソロとなっていた。この件に関して、サウンドトラックCDのライナーノート記載の「山本正之インタヴュー」で、インタヴュアーである腹巻猫が「第1話のエンディングには叫び声すら無かった記憶がある」、「男性ソロの叫びはダイゴ役の安原義人の声ではないか」という考えを示したが、山本正之にも当時の確かな記憶がなく「そうだったかもしれない」と述べるにとどまっており、いずれの真相も定かでない。

## 各話リスト
| 話数   | 放送日         | サブタイトル               | 脚本     | 演出              | 作画監督       | 登場敵メカ                   |
| ------ | -------------- | -------------------------- | -------- | ----------------- | -------------- | ---------------------------- |
| 第1話  | 1979年 10月7日 | 荒野のナイスガイ           | 山本優   | 落合正宗          | 宇田川一彦     |                              |
| 第2話  | 10月14日       | 出撃、かくし砦             | 山本優   | 落合正宗          | 宇田川一彦     |                              |
| 第3話  | 10月21日       | 絶叫、赤い砂漠             | 山本優   | 寺田憲史          | 小野茂         | ヘルアリゴン                 |
| 第4話  | 10月28日       | よみがえれ生命             | 曽田博久 | 落合正宗          | 宇田川一彦\|   | サソリアーム                 |
| 第5話  | 11月2日        | デス・バレーの死闘         | 山崎晴哉 | 古川順康          | 宇田川一彦\|   |                              |
| 第6話  | 11月11日       | ヴィクトールタウンの罠     | 松崎健一 | 寺田憲史          | 宇田川一彦\|   | デムーガ                     |
| 第7話  | 11月18日       | 夕陽のカーペ・ヴィレッジ   | 山本優   | 古川順康          | 宇田川一彦\|   | ボノラドン                   |
| 第8話  | 11月25日       | 怒りの敵中突破             | 曽田博久 | 落合正宗          | 杜福安         | ムカデック                   |
| 第9話  | 12月2日        | 恐るべしマドクター総統     | 山崎晴哉 | 寺田憲史          | 小野茂         | スバイダー                   |
| 第10話 | 12月9日        | 赤い鼻の酋長               | 松崎健一 | 落合正宗          | 宇田川一彦     | サリュー                     |
| 第11話 | 12月16日       | 壮烈・第7連隊              | 山崎晴哉 | 時野昌平          | 宇田川一彦     | ラドゴーン                   |
| 第12話 | 12月23日       | 悲しみのロスシティ         | 山本優   | 古川順康          | 村中博美       | ハリコーン                   |
| 第13話 | 12月30日       | ゴーディアンを捜せ         | 曽田博久 | 林好蘭            | 杜福安         | カニンカ                     |
| 第14話 | 1980年 1月6日  | 燃える巨星                 | 松崎健一 | 古川順康          | なかむらたかし | デスバード                   |
| 第15話 | 1月13日        | 荒野の子守歌               | 山本優   | 山口秀憲          | 小野順三       | (牛型メカ)                   |
| 第16話 | 1月20日        | 激闘プロフェッショナル     | 山崎晴哉 | 古川順康          | 宇田川一彦     | バケダーガ                   |
| 第17話 | 1月27日        | 闇に挑むガンマン           | 曽田博久 | 林好蘭            | 杜福安         | ブラックドラゴン             |
| 第18話 | 2月3日         | 危機一髪ヘルロック         | 山本優   | 落合正宗          | なかむらたかし |                              |
| 第19話 | 2月10日        | ヴィクトールタウン地底の謎 | 松崎健一 | 小鹿英吉          | 村中博美       | タランドラ                   |
| 第20話 | 2月17日        | 星空の対決                 | 山本優   | 古川順康          | 宇田川一彦     | サタンネイル                 |
| 第21話 | 2月24日        | 秘闘マウンティホーン       | 山本優   | 小鹿英吉          | 杜福安         | サタンネイル                 |
| 第22話 | 3月2日         | ヴィクトールタウンの反乱   | 曽田博久 | 古川順康          | 杜福安         | サタンマウサー               |
| 第23話 | 3月9日         | 暁の出撃                   | 山崎晴哉 | 川田武範          | 多田康之       | デビルザイ                   |
| 第24話 | 3月16日        | 自由と正義の旗の下に       | 山崎晴哉 | 古川順康          | 杜福安         | コンドリアス                 |
| 第25話 | 3月23日        | 危うし! ヴィクトールタウン | 曽田博久 | 落合正宗          | 村中博美       | サタリケーン                 |
| 第26話 | 3月30日        | 決戦、ヴィクトールタウン   | 山本優   | 小鹿英吉          | 杜福安         | ムシャロン                   |
| 第27話 | 4月6日         | 生命の砦サントーレ         | 山本優   | 小浦英年          | 松井栄         | ムシャロン                   |
| 第28話 | 4月13日        | 遥かなる勝利への道         | 山崎晴哉 | 康村正一          | 多田康之       | ゲンリューン                 |
| 第29話 | 4月20日        | 十字架を背負った少女       | 曽田博久 | 小浦英年          | 松井栄         | サンジューシン               |
| 第30話 | 4月27日        | プロジェクトXの秘密        | 松崎健一 | 紀裕行            | 田辺由憲       | ドリゲラン                   |
| 第31話 | 5月4日         | 明日なき戦い               | 山崎晴哉 | 今井康雄          | 松井栄         | コブラーン                   |
| 第32話 | 5月11日        | 吼えろクリント             | 山本優   | 渡部英雄          | 村中博美       | シェフラー                   |
| 第33話 | 5月18日        | 決死の大脱走               | 山崎晴哉 | 石川康夫          | 杜福安         | 名称不明(サイクロプス型メカ) |
| 第34話 | 5月25日        | 裏切りの荒野               | 曽田博久 | 今井康雄          | 松井栄         | カッパージン                 |
| 第35話 | 6月1日         | 孤塁サントーレ             | 松崎健一 | 康村正一          | 小野順三       | コウモリ型闘獣士             |
| 第36話 | 6月8日         | 忍びよる巨岩戦隊           | 山本優   | 岡崎邦彦 秋山勝仁 | 松井栄         | カメルンド 巨岩戦車          |
| 第37話 | 6月15日        | マドクター六千年の謎       | 山崎晴哉 | 石川康夫          | 杜福安         | アザラカイザー               |
| 第38話 | 6月22日        | 墜落衛星の謎               | 曽田博久 | 渡部英雄          | 松井栄         | サジーン                     |
| 第39話 | 6月29日        | 流星群の来襲               | 松崎健一 | 紀裕行            | 松井栄         | ツインザー                   |
| 第40話 | 7月6日         | 巨砲を叩きつぶせ           | 山崎晴哉 | 秋山勝仁          | 杜福安         | アリダス                     |
| 第41話 | 7月13日        | 情無用の用心棒             | 山本優   | 岡崎邦彦          | 松井栄         | ボーガン                     |
| 第42話 | 7月20日        | 面影のマダム・クィーン     | 山本優   | 紀裕行            | 松井栄         | 名称不明(鎧武者型メカ)       |
| 第43話 | 7月27日        | 陽はまた昇る               | 山本優   | 秋山勝仁          | 杜福安         | キランザー                   |
| 第44話 | 8月3日         | 戦火のなかのうぶ声         | 山崎晴哉 | 二階堂主水        | 松井栄         | ザイクロン                   |
| 第45話 | 8月10日        | イクストロン謎のパワー     | 松崎健一 | 紀裕行            | 田辺由憲       | ノムゼル                     |
| 第46話 | 8月17日        | サントーレの花嫁           | 曽田博久 | 秋山勝仁          | 杜福安         | 名称不明(剣士型メカ)         |
| 第47話 | 8月24日        | サントーレ包囲作戦を砕け   | 山崎晴哉 | 紀裕行            | 杜福安         | サタンナイト                 |
| 第48話 | 8月31日        | 迫りくる大異変             | 山本優   | 石田昌平          | 松井栄         | ムカンデラー                 |
| 第49話 | 9月7日         | 濁流を渡る密使             | 曽田博久 | 渡部英雄          | 杜福安         | アンブレロン                 |
| 第50話 | 9月14日        | 大洪水マル秘撃破作戦       | 山崎晴哉 | 石田昌平          | 松井栄         | ガエンダム                   |
| 第51話 | 9月21日        | ウカペ接近・怪竜巻         | 松崎健一 | 紀裕行            | 杜福安         | ギバラ                       |
| 第52話 | 9月28日        | 太陽のすかし               | 山本優   | 石田昌平          | 松井栄         | チョッパーアーム型メカ       |
| 第53話 | 10月5日        | 巨大文明タウンの壊滅       | 山崎晴哉 | 石田昌平          | 松井栄         |                              |
| 第54話 | 10月12日       | 暴かれたドグマ星間戦争     | 松崎健一 | 渡部英雄          | 杜福安         | ドード                       |
| 第55話 | 10月19日       | 大いなる遺産               | 山本優   | 紀裕行            | 村中博美       |                              |
| 第56話 | 10月26日       | 遥かなる旅路               | 曽田博久 | 秋山勝仁          | 杜福安         | (竜巻発生メカ)               |
| 第57話 | 11月2日        | 驚異の宇宙船アノー号       | 曽田博久 | 渡部英雄          | 松井栄         | マドクラフト・スノーマン     |
| 第58話 | 11月9日        | 虐殺の大氷原               | 山崎晴哉 | 石田昌平          | 松井栄         | ベアギラー                   |
| 第59話 | 11月16日       | 竜馬暗殺                   | 山本優   | 伏見和            | 丸井忠         |                              |
| 第60話 | 11月23日       | 暁の誓い                   | 山本優   | 秋山勝仁          | 松井栄         | コンコルダス                 |
| 第61話 | 11月30日       | アノー号を奪回せよ         | 松崎健一 | 紀裕行            | 村中博美       | カマラ                       |
| 第62話 | 12月7日        | ダイゴ暗殺指令             | 曽田博久 | 石田昌平          | 松井栄         | スフィンクサー               |
| 第63話 | 12月14日       | 死闘ゴーディアン           | 山崎晴哉 | 渡部英雄          | 杜福安         | ドッグマン                   |
| 第64話 | 12月21日       | 愛のブリザード             | 山本優   | 秋山勝仁          | 松井栄         |                              |
| 第65話 | 12月28日       | 決戦前夜                   | 山本優   | 紀裕行            | 松井栄         |                              |
| 第66話 | 1981年 1月4日  | 新たなる出発               | 山本優   | 渡部英雄          | 松井栄         | トランスシステム型メカ       |
| 第67話 | 1月11日        | ドクマ円盤の逆襲           | 山本優   | 紀裕行            | 松井栄         |                              |
| 第68話 | 1月18日        | 異状生命体の接近           | 曽田博久 | 渡部英雄          | 松井栄         | ムカデ型メカ                 |
| 第69話 | 1月25日        | 次元谷の怪物               | 山本優   | 秋山勝仁          | 松井栄         | (謎の生命体)                 |
| 第70話 | 2月1日         | 失なわれた希望惑星         | 松崎健一 | 石田昌平          | 松井栄         |                              |
| 第71話 | 2月8日         | 汚染惑星SOS                | 曽田博久 | 紀裕行            | 松井栄         |                              |
| 第72話 | 2月15日        | 決戦・ゾーン9999           | 山本優   | 渡部英雄          | 松井栄         |                              |
| 第73話 | 2月22日        | 栄光の超宇宙               | 山本優   | 秋山勝仁          | 松井栄         |                              |

## 各種エピソード

### 玩具について
放送当時、（在京キー局の放映では）日曜の朝に放送されるアニメはほとんど無く、視聴率は芳しくなかったが、ポピー（現・バンダイ）から発売された、DX超合金「分身合体 ゴーディアン」が作中の分身合体を見事に再現したことから評判となり、売れ行きは良かった。人間型のロボットが前後に割れ、肩部を蝶つがいの様にして上下に開き、操縦者や小型メカを前後から挟み込むようにして合体する作中の表現が、ほぼそのまま再現されていた。収納時に小型ロボと大型ロボの関節の位置を合わせる事で、合体状態でも腕と脚の関節を無理なく動かせた。
大型ロボットが小型ロボットを収納するように合体する方式は後に『マシンロボ クロノスの大逆襲』のバイカンフーに踏襲され、数々のアニメ・特撮ロボットに受け継がれており、本作はそのエポック的存在である。
2010年2月、シーエムズコーポレーションから「BRAVE合金」で、ゴーディアンの分身合体を再現した玩具が発売された。アニメ初期のデザインに忠実な仕様と、後期のデザインに忠実な仕様の2種が存在する。2014年3月に、シーエムズコーポレーションが倒産したため、絶版となっていたが、マルサン商店から「ダイカモデル」として、2015年6月に再発売された。
2015年7月、アートストームから「ES合金」で、SDタイプの玩具が発売。2016年1月、エヴォリューショントイから「ダイナマイトアクション!」で、ゴーディアンの玩具が発売された。いずれも分身合体が再現されている。
2021年3月、BANDAI SPIRITSから「超合金魂」闘士ゴーディアンが発売された。DX超合金「分身合体 ゴーディアン」をリメイクした物で、作中の分身合体を再現している。

### その他
- 本作は各種雑誌媒体に初公開された段階では、『ゴーディアン(仮)』の仮題で公開された。同じ事は、本作の次回作である、『黄金戦士ゴールドライタン』でも行われている。[要出典]

- 『冒険王』（秋田書店）誌上で、桜多吾作の作画でコミカライズされているが、単行本化はされていない。

- 題名およびロボットの名前の"ゴーディアン"は"ゴルディアスの結び目"に由来し、極めて困難なその試練を乗り越えた者が世界の命運を定める伝説と、困り事を軽く鮮やかに解決する様とを掛け合わせたもの[要出典]。ゴーディアンの操縦には極めて限定された条件（イクストロン適合性）がないと拒絶された[要出典]。また主人公のダイゴは"快刀乱麻、天衣無縫の快男児（CMコピーより）"で愛豹クリントと共にヴィクトールタウン到着前には物語中で様々な事件を解決していた事になっていた。

- 命名者である読売広告社の松山貫之[注釈 24]は、「最初はガーディアンだったが、庭師を連想させるということでゴーディアンにしました」と後に語っている[1]。

## 放送局
- 東京12チャンネル（制作局）
- 北海道文化放送：日曜 10:55 - 11:25（1979年10月7日 - 1980年3月30日） → 日曜 8:30 - 9:00（1980年4月6日 - 9月28日） → 日曜 10:00 - 10:30（1980年10月5日 - 1981年2月22日）[7]
- 青森放送：土曜 6:00 - 6:30[8]
- 山形テレビ：水曜 17:00 - 17:30[9]
- 仙台放送：日曜 10:30 - 11:00（1979年10月 - 1980年9月）→ 土曜 7:30 - 8:00（1980年10月から）[10]
- 福島中央テレビ：土曜 7:30 - 8:00[11]
- 新潟放送：木曜 17:30 - 18:00[12]→木曜 17:25 - 17:55（1981年4月2日最終回時点）[13]
- 長野放送：日曜 8:25 - 8:55[14] → 日曜 8:30 - 9:00[15] → 日曜 6:45 - 7:15[16]
- テレビ静岡：日曜 9:00 - 9:30[17]
- 東海テレビ：日曜 8:30 - 9:00[17]
- 三重テレビ
- 関西テレビ：土曜 8:30 - 9:00（1979年12月1日 - 1980年3月29日）[注釈 33] → 土曜 8:00 - 8:30（1980年4月5日 - 1980年12月27日）[注釈 34][18]
- テレビ新広島：金曜 17:00 - 17:30[17]
- テレビ西日本：日曜 9:00 - 9:30[17]
- テレビ熊本：月曜 17:00 - 17:30[19]